# Fagocyt
Fagocyt (gr. phágos ‘pożeracz’, kýtos ‘komórka’), komórka żerna – każda komórka zdolna do fagocytozy. Zazwyczaj fagocytami są wyspecjalizowane komórki organizmów wielokomórkowych (u człowieka są nimi m.in.: osteoklasty, makrofagi, granulocyty oraz mikroglej), rzadziej organizmy jednokomórkowe (np. ameby).